# Järnnitrat
Järnnitrat eller järn(III)nitrat, är namn som används för en serie oorganiska föreningar med formeln Fe(NO3)3. n(H2O). Vanligast är nonahydratet Fe(NO3)3.9(H2O). Hydraterna är alla blekfärgade, vattenlösliga paramagnetiska salter och starkt hygroskopiska.

## Hydrater
Järn(III)nitrat är hygroskopiskt, och det är vanligt förekommande som nonahydratet Fe(NO3)3· 9H2O, som bildar färglösa till blekvioletta kristaller. Denna förening är trinitratsaltet i aqua-komplexet [Fe(H2O)6]3+. Andra hydrater Fe(NO)3)3·xH2O är:
- tetrahydrat (x=4), närmare bestämt triaqua dinitratoiron(III)nitratmonohydrat, [Fe(NO)3).2(H2O)+3][NO3]·H2O, har komplexa katjoner där Fe3+-atom samordnas med två nitratanjoner som bidentatligander och tre av de fyra vattenmolekylerna, i en femkantig bipyramidkonfiguration med två vattenmolekyler vid polerna.[3]

- pentahydrat (x=5), närmare bestämt penta-aqua nitratoiron(III)dinitrat, [Fe(NO)3(H2O)2+5][NO-3]2, där Fe3+ atom samordnas till fem vattenmolekyler och en unidentat nitratanjonligand i oktaedrisk konfiguration.[3]

- hexahydrat (x=6), närmare bestämt hexaakvairon(III)trinitrat, [Fe(H2O)3+6][NO-3]3, där Fe3+-atom samordnas till sex vattenmolekyler i oktaedrisk konfiguration.[3]

## Kemiska egenskaper

### Sönderdelning
Vid upplösning bildar järn(III)nitrat gul lösning på grund av hydrolys. Vid upphettning till nära kokning kommer salpetersyra att avdunsta från lösningen, och allt järn kommer att fällas ut som järn(III)oxid Fe2O3.
Föreningen löses upp i smält stearinsyra och sönderdelas vid ca 120 °C för att ge järn(III)oxid-hydroxid FeO(OH).

## Framställning
Föreningen kan framställas genom behandling av järnmetallpulver med salpetersyra. 
Fe + 4 HNO3 → Fe(NO3)3 +  NO + 2 H2O.

## Användning
Järnnitrat har inga storskaliga applikationer. Det är en katalysator för syntes av natriumamid från en lösning av natrium i ammoniak:
2 NH3  +  2 Na  →  2 NaNH2  +  H2
Vissa leror impregnerade med järnnitrat har visat sig vara användbara oxidanter i organisk syntes. Till exempel har järnnitrat på Montmorillonit - ett reagens som kallas "Clayfen" - använts för oxidation av alkoholer till aldehyder och tioler till disulfider.
Järnnitratlösningar används av juvelerare och metallsmeder för att etsa silver och silverlegeringar.